# Tomasz Makowski (historyk)
Tomasz Artur Makowski (ur. 6 października 1970) – polski bibliotekarz i historyk, dyrektor Biblioteki Narodowej (od 2007), przewodniczący Krajowej Rady Bibliotecznej i Rady ds. Narodowego Zasobu Bibliotecznego przy Ministrze Kultury i Dziedzictwa Narodowego, przewodniczący światowej Konferencji Dyrektorów Bibliotek Narodowych (od 2025; wiceprzewodniczący od 2024).

## Życiorys
Tomasz Makowski w Bibliotece Narodowej pracuje od 1994. W latach 2003-2006 był członkiem zarządu Związku Zawodowego Bibliotekarzy Biblioteki Narodowej. Przed objęciem stanowiska dyrektora (2007) pełnił funkcje zastępcy dyrektora ds. naukowych i kierownika działu zbiorów specjalnych. W latach 2004-2008 był sekretarzem Koła Stowarzyszenia Bibliotekarzy Polskich w Bibliotece Narodowej. W 2008 otrzymał Złotą Odznakę Stowarzyszenia Księgarzy Polskich, zaś w 2009 Medal „W dowód uznania” Stowarzyszenia Bibliotekarzy Polskich. W latach 2009-2015 był członkiem Rady Programu Rozwoju Bibliotek Fundacji Rozwoju Społeczeństwa Informacyjnego. Był też jednym z inicjatorów i twórców Narodowego Programu Rozwoju Czytelnictwa.
Jest członkiem organizacji międzynarodowych, w których pełni też funkcje kierownicze. W latach 2009-2013 był członkiem The European Library Management Committee, zaś w latach 2007-2009 członkiem zarządu The European Library.Od 2011 jest członkiem honorowym Association internationale de bibliophilie i Federacji Fides. W latach 2011-2015 był członkiem Komitetu Stałego Sekcji Bibliotek Narodowych IFLA. Od 2019 jest wiceprzewodniczącym Memory of the World National Committee przy UNESCO. 3 października 2024 w Brisbane (Australia) dyrektorzy bibliotek narodowych z całego świata wybrali go wiceprzewodniczącym Konferencji Dyrektorów Bibliotek Narodowych (CDNL). W 2025 został przewodniczącym. Jest pierwszym Polakiem na tym stanowisku.
Tomasz Makowski zasiada lub zasiadał w radach wielu polskich instytucji. W latach 2006-2010 był członkiem Rady Muzeum Narodowego w Krakowie, w latach 2006-2010 członkiem Rady Muzeum Łazienki Królewskie, zaś w latach 2006-2017 członkiem Rady Archiwalnej przy Naczelnym Dyrektorze Archiwów Państwowych W latach 2007-2017 zasiadał w Radzie Programowej Narodowego Instytutu Fryderyka Chopina. Od 2009 jest członkiem Rady Muzeum Warszawy, a w latach 2014-2022 był jej przewodniczącym.W latach 2011-2016 był członkiem Zespołu ds. Paktu dla Kultury przy Prezesie Rady Ministrów. Od 2022 jest przewodniczącym Rady Naukowej Zakładu Narodowego im. Ossolińskich. Zasiadał także w radach Biblioteki Śląskiej, Centralnej Biblioteki Rolniczej, Instytutu Książki, Rady Narodowego Instytutu Polskiego Dziedzictwa Kulturowego za Granicą POLONIKA. Został także członkiem rady programowej Fundacji im. Janusza Kurtyki.
Od 2008 jest członkiem Międzyrządowej Komisji Polsko-Ukraińskiej, od 2014 członkiem Polsko-Litewskiej Grupy Ekspertów ds. Zachowania Dziedzictwa Kulturowego oraz Polsko-Białoruskiej Komisji Konsultacyjnej ds. Zachowania Dziedzictwa Kulturowego.
Od 2013 jest członkiem jury Nagrody Historycznej im. Kazimierza Moczarskiego,  a od 2019 kapituły Nagrody „Rzeczpospolitej” im. Jerzego Giedroycia. Pełnił też funkcję zastępcy przewodniczącego Komitetu Organizacyjnego Roku Zbigniewa Herberta. W 2005 był kuratorem pierwszej monograficznej wystawy o Bibliotece Ordynacji Zamojskiej.
Jest redaktorem naczelnym „Rocznika Biblioteki Narodowej” i „Polish Libraries”, a wcześniej również „Polish Libraries Today”. Od 2017 jest członkiem Rady Naukowej „Przeglądu Bibliotecznego” i od 2013 Kolegium Redakcyjnego czasopisma „Lietuvos mokslu akademijos Vrublevskiu biblioteka”. W latach 2014–2018 był członkiem Rady Naukowej „Almanachu Warszawy”. W 2025 został przewodniczącym światowej Konferencji Dyrektorów Bibliotek Narodowych.

## Wykształcenie i publikacje
W 2001 uzyskał stopień naukowy doktora nauk humanistycznych w zakresie historii ze specjalnością historia nowożytna Polski na Uniwersytecie Kardynała Stefana Wyszyńskiego, broniąc rozprawy pt. Biblioteka Jana Zamoyskiego kanclerza i hetmana wielkiego koronnego (1542–1605). Jego promotorem był Janusz Zbudniewek. W 1999 był stypendystą Fundacji Lanckorońskich.
Tomasz Makowski jest autorem pięciu publikacji książkowych:
- Poselstwo Jerzego Ossolińskiego do Rzymu w roku 1633 (1996)
- Autografy świętych w zbiorach Biblioteki Narodowej: in odore sanctitatis scriptum (1998)
- Biblioteka Ordynacji Zamojskiej: od Jana do Jana. Przewodnik po wystawie (2005)
- Rękopisy w zbiorach kościelnych (2014, przy współudziale Patryka Sapały)
- Pałac Rzeczypospolitej. Trzy razy otwierana. Najcenniejsze zbiory Biblioteki Narodowej w Pałacu Rzeczypospolitej (2024, przy współpracy Patryka Sapały)

W swoim dorobku ma także kilkadziesiąt artykułów.

## Kontrowersje
- W lutym 2025 r. w "Dużym Formacie" opublikowano relacje byłych pracowników Biblioteki Narodowej wskazujące na panującą tam kulturę pracy opartą na zachowaniach noszących znamiona mobbingu[18]. Biblioteka Narodowa wydała oświadczenie w tej sprawie[19]. Zaś Związek Zawodowy Bibliotekarzy Biblioteki Narodowej przygotował petycję za odwołaniem Tomasza Makowskiego ze stanowiska Dyrektora Biblioteki Narodowej[20][21][22].

- 14 maja 2025 r. Ministerstwo Kultury i Dziedzictwa Narodowego ujawniło wyniki kontroli w Bibliotece Narodowej z 2016 roku[23]. Stwierdzono szereg nadużyć o charakterze finansowym. Według ustaleń redaktorów "Dużego Formatu", planowano odwołać Tomasza Makowskiego, ale uratował go telefon od kardynała Stanisława Dziwisza z prośbą, aby tego nie robić[18][24].

- W 2008 roku Biblioteka Narodowa kupiła od domu aukcyjnego Sotheby’s Archiwum Anny Teresy Tymienieckiej zawierające listy papieża, Jana Pawła II. Cena wyniosła ponad 10 milionów złotych. 5 mln zapłacono ze środków budżetowych, a pozostałą część z darowizny i z pożyczki od Fundacji Jana Pawła II, zarządzanej wówczas przez Stanisława Dziwisza. Opinia publiczna dowiedziała się o tych listach papieża w Bibliotece Narodowej dopiero w 2016 roku, na skutek zainteresowania stacji BBC[25]. Natomiast Biblioteka zaczęła udostępniać Archiwum Anny Teresy Tymienieckiej czytelnikom dopiero od września 2024 roku, po publikacji artykułu red. Pawła Piotra Reszki nagłaśniającym sprawę niedostępnych listów papieża. Jedyną osobą, która przez te wszystkie lata miała do nich dostęp, miał być dyrektor Tomasz Makowski.[24][26] Sprawę nagłośnił też red. Artur Nowak[27], po czym Biblioteka Narodowa wydała oświadczenie w tej sprawie[28].

- W 2024 roku Biblioteka Narodowa od spadkobierców Jana Zamoyskiego kupiła za 55 milionów złotych zbiory Biblioteki Ordynacji Zamojskiej, przechowywane jako depozyt wieczysty w Bibliotece Narodowej od czasów powojennych. Ministerstwo Kultury i Dziedzictwa Narodowego skontrolowało ten zakup i stwierdziło, że Biblioteka Narodowa naruszyła przepisy związane z informowaniem o realizacji zadań finansowanych ze środków publicznych, nie udokumentowała wyceny ekonomicznej wartości zbiorów przed podjęciem negocjacji, nie udokumentowała procesu i postępów negocjacji oraz nie opatrzyła datą wyceny wykonanej po zawarciu umowy[29]. Zakup budzi też wątpliwości natury etycznej, m.in. ze względu na to, że Jan Zamoyski uważał za swój moralny obowiązek podarować zbiory Biblioteki Ordynacji Zamojskiej "za Bóg zapłać", a jego spadkobiercy nie komentowali sprawy publicznie. Biblioteka Narodowa zaś miała duże nakłady finansowe z powodu przechowywania i dbania o te zbiory, a ze sprawozdania Ministerstwa nie wynika, aby było to elementem negocjacji[30].

- Tomasz Makowski nigdy nie został powołany na Dyrektora Biblioteki Narodowej w konkursie. Od 2007 roku pełnił stanowisko na czas nieokreślony. W 2017 roku Naczelny Sąd Administracyjny orzekł, że powołanie dyrektorów instytucji kultury na czas nieokreślony straciło podstawę prawnę od 2012 roku. Mimo to, dr Tomasz Makowski pełnił stanowisko na czas nieokreślony do 2024 roku. Hanna Wróblewska powołała go na Dyrektora Biblioteki Narodowej 27 września 2024 roku, na trzy lata, bez konkursu.[31][32]